# Dziecko z Taung

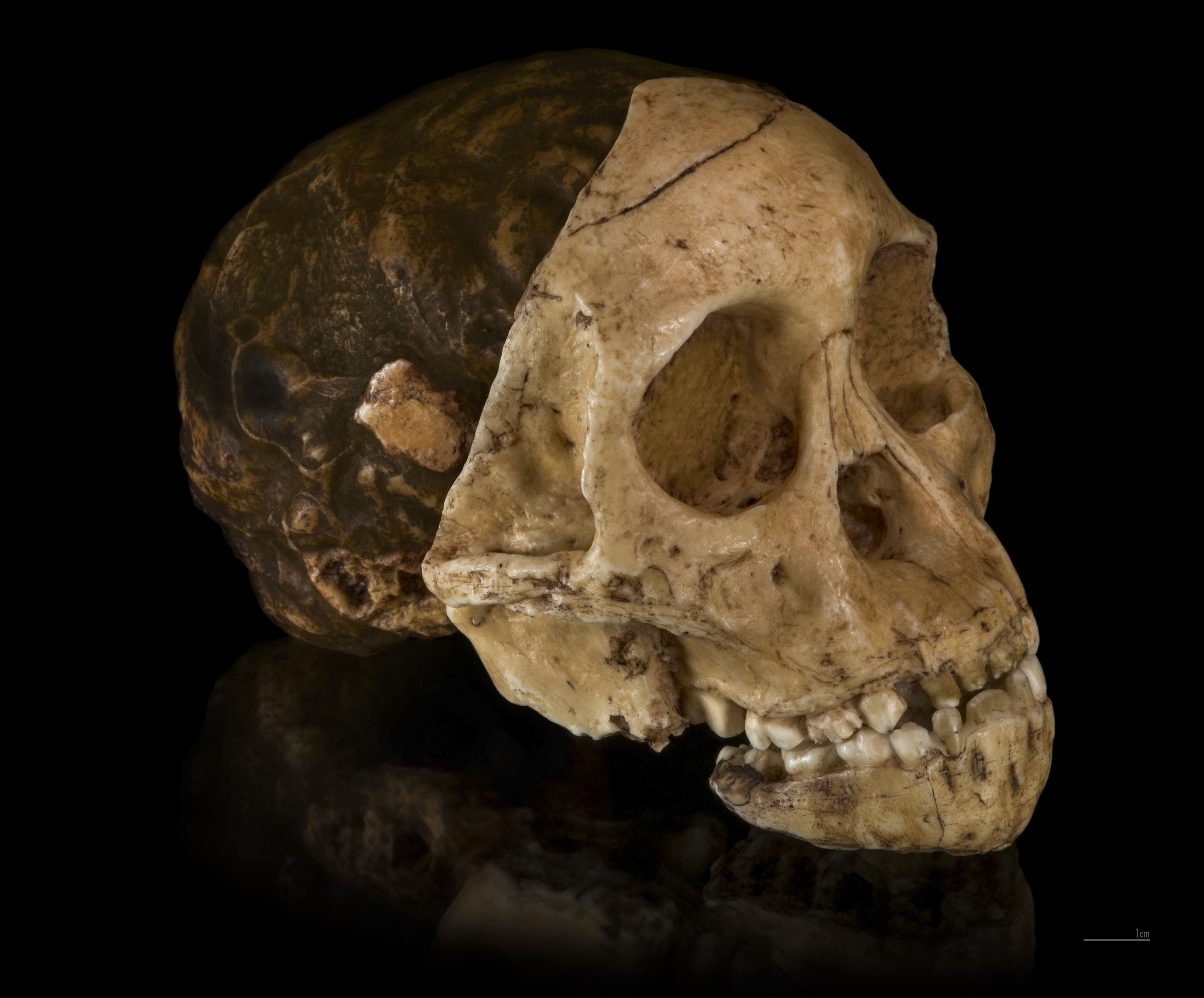
Czaszka dziecka z Taung

Dziecko z Taung – hominid z gatunku Australopithecus africanus. Jego szczątki zostały odkryte w 1924 roku przez Raymonda Darta i datowane są na okres 2,5 mln lat temu. Znalezisko składało się z fragmentów czaszki, żuchwy i odlewu endokranialnego (scementowany osad, który wypełniał puszkę mózgową).
Sam Dart o swoim odkryciu powiedział:
„Stanąłem w cieniu, trzymając mózg tak zachłannie jak skąpiec ściska swoje złoto – wspominał. – Byłem pewny, że oto dokonano jednego z najdonioślejszych odkryć w historii antropologii”.

## Badania
Dart w wyniku prowadzonych badań stwierdził, że zęby nie były podobne do zębów żadnej znanej małpy człekokształtnej, natomiast otwór wielki (przez który przechodzi rdzeń kręgowy) był położony w środku podstawy czaszki. Ta cecha charakterystyczna jest dla zwierząt chodzących na dwóch nogach. Natomiast odcisk wnętrza czaszki ujawnił, że szpara w tylnej części mózgu dziecka (tzw. bruzda półksiężycowa) znajdowała się w innej pozycji niż u małp człekokształtnych i umiejscowiona była w sposób bardziej przypominający mózg człowieka. Pojemność mózgowa tego młodego osobnika wynosiła 340 cm³, podczas gdy średnia objętość mózgu dużego samca dorosłego goryla wynosi zaledwie 400 cm³. Dart nowo odkrytego hominida nazwał Australopithecus africanus (wówczas po raz pierwszy w odniesieniu do wczesnych hominidów użyta została nazwa Australopithecus). Kolejne stwierdzenie Darta dotyczyło wieku dziecka, według niego miało ono 6 lat, a wykazał to na podstawie braku wykształconych cech dorosłego osobnika, jak również na fakcie, że wyrżnął mu się pierwszy stały ząb przedtrzonowy. Późniejsze badania zweryfikowały wiek osobnika na 3 lata (Lewin 2002). 
Dart stwierdził, że odkryty przez niego gatunek był przodkiem człowieka. Wiadomość o nowym odkryciu obiegła cały świat naukowy; niektórzy naukowcy (np. sir Arthur Keith) sceptycznie podchodzili do tego odkrycia. Według Keitha czaszka z Taung należała do młodej małpy człekokształtnej, ponieważ wykazywała dużo zbieżności z gorylem i szympansem. Kolejną przyczyną lekceważenia tego odkrycia był fakt, iż w tamtych czasach za kolebkę człowieka uważano Azję, a nie Afrykę. Jednym ze zwolenników twierdzenia Darta był Robert Broom. Jego późniejsze badania, które prowadził m.in. na stanowisku w Sterkfontein, i odkrycie Australopithecus robustus wykazały, że początkowe twierdzenie Darta było słuszne.